# Pleurothallis glandulipetala
Pleurothallis glandulipetala är en orkidéart som beskrevs av Carlyle August Luer och Roberto Vásquez. Pleurothallis glandulipetala ingår i släktet Pleurothallis och familjen orkidéer. Inga underarter finns listade i Catalogue of Life.